# Marcel Marceau
Marcel Marceau, właśc. Marcel Mangel (ur. 22 marca 1923 w Strasburgu, zm. 22 września 2007 w Cahors) – francuski aktor i mim, powszechnie uznawany za najwybitniejszego przedstawiciela pantomimy w historii, nazywany „poetą gestu”.

## Wczesne lata życia i początki kariery
Marcel Mangel urodził się w Strasburgu w Alzacji jako syn Anne z domu Werzberg i Charles’a (Chaima) Mangelów. Ojciec Chaim Dawid Mangel (ur. 1896) pochodził z Będzina. Rodzina Mangelów wyemigrowała do Alzacji (należącej wówczas do Niemiec) około roku 1912. Wtedy też Chaim Mangel zmienił swoje imię na Charles. Gdy Marcel miał 4 lata, rodzina przeniosła się do Lille, aby powrócić ponownie do Strasbourga. Gdy miał 16 lat, a Francja przyłączyła się do II wojny światowej, jego mająca żydowskie pochodzenie rodzina musiała opuścić swój dom. Uciekł do południowo-zachodniej Francji i zmienił nazwisko na Marceau, aby ukryć swoje pochodzenie. Nazwisko pochodzi od nazwiska francuskiego generała rewolucjonisty François Séverina Marceau-Desgraviers. Wraz ze swoim bratem Alainem aktywnie działał w ruchu oporu, zmieniali daty urodzenia w kartach identyfikacyjnych żydowskich dzieci, aby hitlerowcy uznawali je za zbyt młode do deportacji. W przebraniach skautów przeprowadzili wiele dzieci za szwajcarską granicę. Marceau kontynuował także naukę w zakresie gimnastyki i sztuk plastycznych, uczęszczał do szkół w Périgueux i Limoges. Później wstąpił do wojska Wolnej Francji gen. Charles’a de Gaulle’a i ze względu na swoją doskonałą angielszczyznę był oficerem łącznikowym przy armii gen. Pattona. Jego ojciec, Charles, rzeźnik i śpiewak (baryton), który w dzieciństwie wprowadził syna w świat muzyki i teatru, został zamordowany w 1944 roku w Auschwitz.
Był trzykrotnie żonaty, miał czworo dzieci. Jego żonami były aktorki Huguette Mallet, z którą miał dwóch synów Michela i Baptiste’a, polska aktorka i reżyserka Elżbieta Jaroszewicz, z Wrocławskiego Teatru Pantomimy oraz Anne Sicco, z którą miał dwie córki Camille i Aurélię.
Zainteresował się aktorstwem pod wpływem oglądanego niemego kina w wykonaniu m.in. Charliego Chaplina, Bustera Keatona czy Harry’ego Langdona. Po wojnie w 1946 roku zajął się pantomimą na poważnie i zaczął studia w Szkole Aktorstwa Dramatycznego Charles’a Dullina przy Teatrze Sarah Bernhardt w Paryżu. Jego nauczycielami byli m.in. Charles Dullin i legendarny mistrz Etienne Decroux, którego uczniem był także Jean-Louis Barrault. Barrault ujrzał w Marceau wielki talent i zaprosił go do swojego zespołu teatralnego, gdzie obsadził Marcela w roli Arlekina w pantomimie Baptiste. Występ Marceau wzbudził tak ogromny entuzjazm, że tego samego roku w Teatrze Bernhardt artysta przedstawił swą pierwszą „mimodramę” pt. Praksyteles i złota rybka. Niebywały sukces umożliwił mu początek własnej, samodzielnej kariery.

## Kariera i charakterystyczna twórczość
W 1947 r. Marceau stworzył postać Bipa, clowna z nieodłącznym kapeluszem z kwiatkiem (którego uważa się za kontynuację dawnych postaci arlekina i pierrota). Bip stał się alter ego artysty i jego symbolem, postać nawiązywała do tradycji Commedia dell'arte czy klasyków komedii początków XX w. jak Charlie Chaplin. Artysta przedstawiał najróżniejsze pantomimy, w których Bip, wieczny pechowiec, ulegał najróżniejszym, nieograniczonym nieszczęśliwym wypadkom i zrządzeniom losu; pojawiał się w klatce, w parku, walczył z wiatrem podczas spaceru. Marceau prezentował genialne, kilkuminutowe satyry na wszelkie tematy i o wszystkich, od rzeźbiarzy do matadorów, o czasie i wieku. O słynnej serii przedstawień Młodość, Dojrzałość, Starość i Śmierć jeden z krytyków powiedział, że mim „osiąga w mniej niż dwie minuty to, czego większość pisarzy nie może osiągnąć w całych tomach”.
W 1949 r. Marceau otrzymał za swoją drugą mimodramę Śmierć przed świtem prestiżową Nagrodę Deburau (przyznawaną na cześć mistrza pantomimy z XIX w. Jean-Gasparda Deburau) i stworzył jedyny w tym czasie zespół pantomimy na świecie – Compagnie de Mime Marcel Marceau. Grupa grała w najważniejszych paryskich teatrach – Théâtre des Champs Élysées, Théâtre de la Renaissance i Théâtre Sarah-Bernhardt, a także w wielu innych teatrach na całym świecie. W latach 1959−1960 przez cały rok w paryskim teatrze Amibigu odbywała się retrospektywa jego mimodram, w tym słynnego przedstawienia Płaszcz na podstawie Gogola. Marceau był autorem 15 innych mimodram, w tym Pierrot de Montmartre (Pierrot z Montmartre), 3 Peruki, Sklep z Pionkami, 14 lipca, Wilk Tsu Ku Mi, Paryż płacze-Paryż się śmieje, Don Juan, Łowca motyli, Etapy życia, Klatka czy Fabrykant masek. Szczególnie cztery ostatnie obwołano „poematami gestu”.
Pantomima, tak jak muzyka, ani nie zna granic, ani nie rozróżnia narodowości. Jeśli śmiech i łzy są cechą ludzkości, wszystkie kultury muszą być przesiąknięte naszą sztuką.
– mówił Marceau.

## Światowa sława i wszechstronność

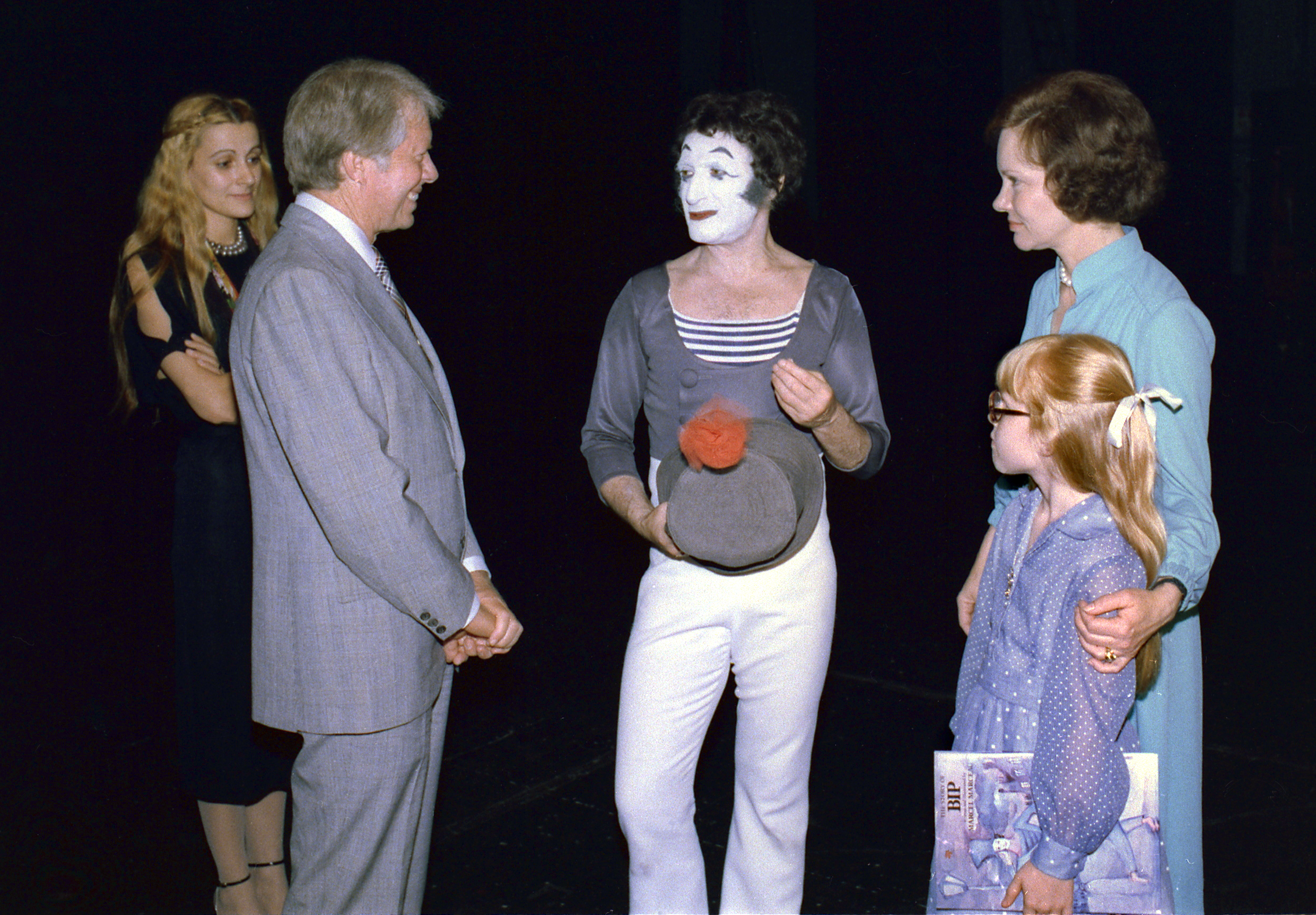
Mim Bip, czyli Marcel Marceau z prezydentem USA Jimmym Carterem, jego żoną Rosalynn Carter i córką Amy, 16 czerwca 1977

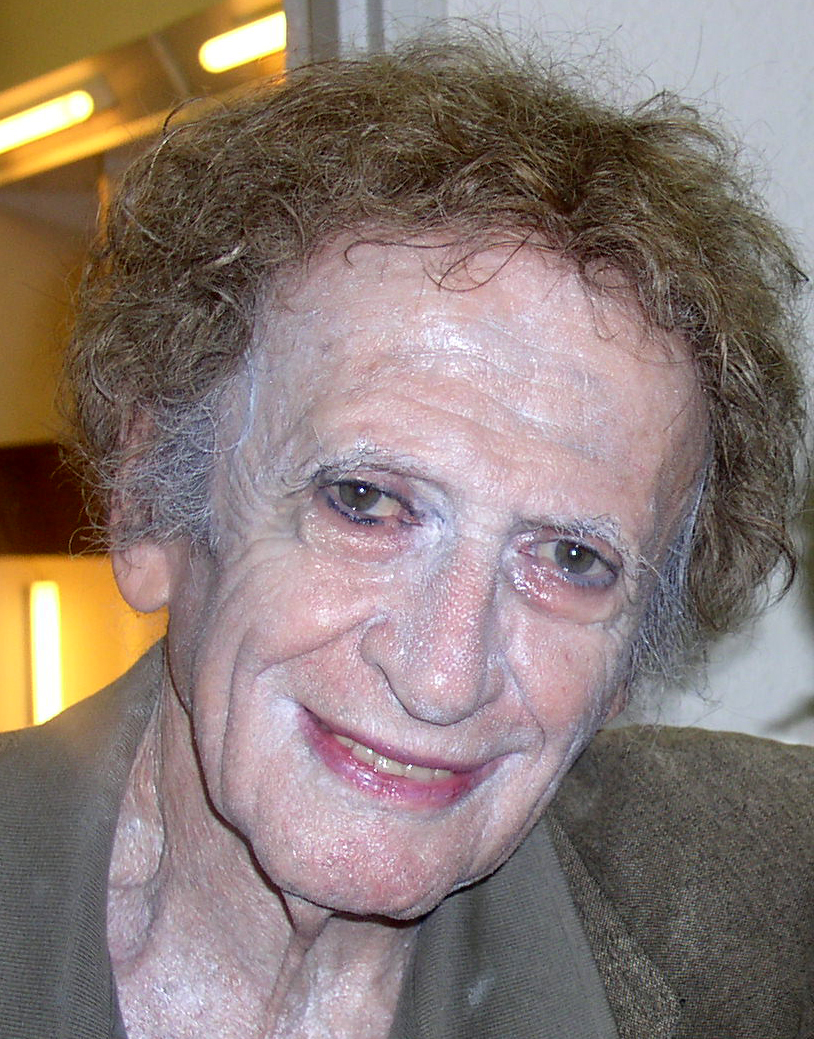
Marcel Marceau w 2004 r.

Występując na całym świecie Marcel Marceau rozpowszechniał „sztukę ciszy” (L'art du silence).
W latach 1955 i 1956 występował w Ameryce Północnej, po raz pierwszy – na Stratford Festival of Canada, wielkim, corocznym letnim festiwalu teatralnym w mieście Stratford w Ontario w Kanadzie. Swoje występy w Stanach Zjednoczonych rozpoczął w Phoenix Theatre w Nowym Jorku, za co zebrał entuzjastyczne recenzje. Później przeniósł się do większego Ethel Barrymore Theatre na Broadwayu. Jego kolejne występy m.in. w San Francisco, Chicago, Waszyngtonie, Filadelfii i Los Angeles pobiły rekordy popularności i wzbudziły sensację. Artysta odbył wiele długich tras, po Ameryce Południowej, Afryce, Australii, Chinach, Japonii, Azji Południowo-Wschodniej, Rosji i Europie. Wielokrotnie odwiedzał Polskę. Swoją ostatnią artystyczną podróż odbywał w ostatnich latach, w 2004 r. był w USA, w 2005 r. występował w Europie, a w 2006 r. odwiedził Australię.
Sztuka Marceau stała się popularna i ceniona przez miliony ludzi dzięki jego częstym występom przed kamerami. Po raz pierwszy wystąpił w telewizji jako gwiazda w Max Liebman Show of Shows, za co otrzymał później Nagrodę Emmy. W 1973 r. wystąpił dla BBC jako Ebenezer Scrooge w Opowieści wigilijnej. Był ulubionym gościem Johnny Carsona, Merva Griffina, Mike’a Douglasa i Dinah Shore, prowadził także swój własny, jednoosobowy show Meet Marcel Marceau (Poznaj Marcela Marceau). Wraz ze słynnym komikiem Redem Skeltonem dał 3 koncerty pantomimy.
Udowodnił swoją wszechstronność występując w filmach fabularnych, takich jak First Class, gdzie zagrał 17 różnych ról, czy Shanks, gdzie w roli głuchego lalkarza mógł dać pokaz swojej sztuki ciszy. Marceau stworzył od podstaw dla zespołu baletowego Opery Hamburskiej mimodramę Kandyd (wymyślił, wyreżyserował i zagrał tytułową rolę). Grał także rolę w niskobudżetowym filmie, opowiadającym o jego życiu – Paint It White. Prace nad filmem nie zostały jednak ukończone, gdyż inny aktor, wieloletni przyjaciel artysty od czasów szkolnych, zmarł w trakcie zdjęć.
Marcel Marceau opiewał swoje dzieciństwo w dobrze przyjętych dziełach Alfabet Marcela Marceau i Rozliczenie Marcela Marceau. Inne publikacje poezji i ilustracji Marceau to napisana w 1966 r. La ballade de Paris et du Monde i Historia Bipa, wydana przez Harper and Row. W 1982 r. wydano w Paryżu pt. Le Troisième Oeil (Trzecie Oko) kolekcję 10 litografii z komentarzem artysty.
W 1978 r. Marceau założył pierwszą francuską szkołę pantomimy – École Internationale de Mimodrame de Paris, która jest obecnie najbardziej prestiżową uczelnią tego typu. W 1996 r. stworzył Fundację Marceau, której celem jest promocja sztuki mimu w USA.
W 1995 r. planował z Michaelem Jakcsonem wspólny koncert dla HBO. Ze względu na chorobę piosenkarza projekt nie doszedł do skutku.
16 lat z Marcelem Marceau współpracował bolesławianin Bogdan Nowak.

## Odznaczenia, nagrody i wyróżnienia
- Oficer Legii Honorowej (Francja)
- Wielki Oficer Narodowego Orderu Zasługi (1998, Francja) nadany przez prezydenta Jacques’a Chiraca
- Komandor Orderu Sztuki i Literatury (Francja)
- Medaille Vermeil de la Ville de Paris (1978)
- Wielki Oficer Orderu Zasług Naukowych i Kulturalnych Gabrieli Mistral (2001, Chile)

Był wybierany na członka Akademii Sztuk Pięknych w Berlinie, Akademii Sztuk Pięknych w Monachium, Académie des Beaux-Arts i Institut de France. Za grant otrzymany od miasta Paryża mógł ponownie uruchomić w swojej szkole 3-letnie międzynarodowe kursy.
Otrzymał wiele honorowych doktoratów, m.in. amerykańskich uczelni Uniwersytetu Stanowego Ohio, Linfield College, Uniwersytetu Princeton i Uniwersytetu Michigan. Doceniano go za stworzenie nowej formy sztuki w oparciu o starą tradycję.
Marceau powiedział w wywiadzie dla The Associated Press mam uczucie, że zrobiłem dla pantomimy to, co (Andrés) Segovia dla gitary, a (Pau) Casals dla wiolonczeli.
18 marca jest od 1999 w Nowym Jorku Dniem Marcela Marceau.
Artysta był Ambasadorem Dobrej Woli ONZ.

## Śmierć
Marcel Marceau zmarł w sobotę 22 września 2007 w Cahors w wieku 84 lat. O śmierci mima poinformował na falach radia France Info jego były asystent Emmanuel Vacca. Został pochowany na cmentarzu Père-Lachaise 26 września 2007.

### Inne linki
- Marcel Marceau w bazie Notable Names Database (ang.)
- Nekrolog i artykuł w Timesie
- Sylwetka Marceau w portalu teatry.art.pl. teatry.art.pl. [zarchiwizowane z tego adresu (2007-09-11)].
- Nagranie z konferencji prasowej artysty podczas wizyty w Warszawie